# So Many Roads (1965–1995)
So Many Roads (1965–1995) je box set složený z pěti CD skupiny Grateful Dead. Album vyšlo 7. listopadu 1999 u Arista Records a znovu v roce 2004 u Rhino Records.

## Seznam skladeb
| Disk 1 | Disk 1                                       | Disk 1 |
| Pořadí | Název                                        | Délka  |
| ------ | -------------------------------------------- | ------ |
| 1.     | Can't Come Down                              | 2:59   |
| 2.     | Caution (Do Not Stop On Tracks)              | 3:12   |
| 3.     | You Don't Have To Ask                        | 3:55   |
| 4.     | On the Road Again                            | 2:49   |
| 5.     | Cream Puff War                               | 5:37   |
| 6.     | I Know You Rider                             | 4:15   |
| 7.     | The Same Thing                               | 11:37  |
| 8.     | Dark Star / China Cat Sunflower / The Eleven | 25:39  |
| 9.     | Clementine                                   | 7:48   |
| 10.    | Mason's Children                             | 4:08   |
| 11.    | To Lay Me Down                               | 4:00   |

| Disk 2 | Disk 2                                   | Disk 2             |
| Pořadí | Název                                    | Délka              |
| ------ | ---------------------------------------- | ------------------ |
| 1.     | That's It For The Other One              | 19:34              |
| 2.     | Beautiful Jam                            | 4:33               |
| 3.     | Chinatown Shuffle                        | 3:00               |
| 4.     | Sing Me Back Home                        | 10:30              |
| 5.     | Watkins Glens Soundcheck Jam             | 19:29              |
| 6.     | Dark Star Jam / Spanish Jam / U.S. Blues | 8:28 / 4:10 / 6:50 |

| Disk 3 | Disk 3                  | Disk 3 |
| Pořadí | Název                   | Délka  |
| ------ | ----------------------- | ------ |
| 1.     | Eyes of the World       | 18:14  |
| 2.     | The Wheel               | 11:30  |
| 3.     | Stella Blue             | 11:38  |
| 4.     | Estimated Prophet       | 11:36  |
| 5.     | The Music Never Stopped | 7:24   |
| 6.     | Shakedown Street        | 17:23  |

| Disk 4 | Disk 4                                  | Disk 4 |
| Pořadí | Název                                   | Délka  |
| ------ | --------------------------------------- | ------ |
| 1.     | Cassidy                                 | 5:56   |
| 2.     | Hey Pocky Way                           | 6:00   |
| 3.     | Believe It or Not                       | 5:09   |
| 4.     | Playing in the Band                     | 12:24  |
| 5.     | Gentlemen, Start Your Engines           | 4:48   |
| 6.     | Death Don't Have No Mercy               | 6:39   |
| 7.     | Scarlet Begonias / Fire on the Mountain | 19:22  |
| 8.     | Bird Song                               | 13:06  |
| 9.     | Jam Out of Terrapin                     | 5:20   |

| Disk 5         | Disk 5                   | Disk 5 |
| Pořadí         | Název                    | Délka  |
| -------------- | ------------------------ | ------ |
| 1.             | Terrapin Station         | 13:43  |
| 2.             | Jam Out of Foolish Heart | 8:57   |
| 3.             | Way to Go Home           | 6:24   |
| 4.             | Liberty                  | 5:56   |
| 5.             | Lazy River Road          | 6:56   |
| 6.             | Eternity                 | 7:35   |
| 7.             | Jam into Days Between    | 7:04   |
| 8.             | Days Between             | 11:05  |
| 9.             | Whiskey in the Jar       | 5:18   |
| 10.            | So Many Roads            | 9:24   |
| Celková délka: | Celková délka:           | 386:22 |

## Sestava
- Jerry Garcia – sólová kytara, zpěv
- Bob Weir – rytmická kytara, zpěv
- Phil Lesh – basová kytara, zpěv
- Bill Kreutzmann – bicí
- Ron „Pigpen“ McKernan – klávesy, harmonika, zpěv
- Mickey Hart – bicí
- Tom Constanten – klávesy
- Keith Godchaux – klávesy, zpěv
- Donna Jean Godchaux – zpěv
- Brent Mydland – klávesy, zpěv
- Vince Welnick – klávesy, zpěv
- Bruce Hornsby – piáno, akordeon, zpěv